# Jacques Richez
Pour les articles homonymes, voir Richez.

Jacques Richez :
emblème de la Région de Bruxelles-Capitale

Jacques Richez, né le 7 juin 1918, née d’un père soldat belge et d’une infirmière française, à Dieppe en France et mort le 20 octobre 1994, est un graphiste français. Il mène une grande partie de sa carrière en Belgique.
Jacques Richez est l’auteur des livres suivants :
- L’Art graphique appliqué à la Publicité, Les Éditions Comptables, Commerciales et Financières, Bruxelles, 1964[1].
- Textes et prétextes: 35 ans de réflexion sur le graphisme, Parti socialiste - Présence Action Culturelle, Bruxelles, 1980[2].

## Biographie
Jacques Richez étudie à l’Académie des Beaux-Arts de Mons. Il s’installe à Bruxelles comme graphiste indépendant en 1945. Membre fondateur de l’association professionnelle de la Chambre Belge des Graphistes (CBG), il représente la Belgique à l’Alliance Graphique Internationale (AGI) à partir de 1952. Il est également vice-président de l’Icograda en 1967.

## Travaux
On lui doit d’ innombrables affiches de théâtre (Shakespeare, Molière, Bataille, Beckett…). et quelques logos qui furent familiers  Il fut l’auteur de l’affiche de l’Exposition universelle de 1958.

## Expositions
À la fin de sa vie, deux expositions rétrospectives importantes furent organisées, l’une à la Caractères Art Gallery de Bruxelles retraçant son œuvre picturale, l’autre à La Louvière, au Centre de la gravure et de l’image imprimée, réunissant ses nombreuses affiches. Quelques années après sa mort, en 2010, le Centre Daily-Bul & Co à La Louvière organise l'exposition « Jacques Richez: Inventeur d’images » rassemblant affiches, sérigraphies, maquettes, colour traps, logos, ainsi que divers documents issus des archives du Daily-Bul et de collections privées.